# Crepidophyllum modestum
Crepidophyllum modestum är en bladmossart som beskrevs av Theodor Carl Karl Julius Herzog 1926. Crepidophyllum modestum ingår i släktet Crepidophyllum och familjen Hypnaceae. Inga underarter finns listade i Catalogue of Life.